# Coleps
Coleps – rodzaj pierwotniaków, orzęsków z rodziny Colepidae.
Cała komórka beczkowatego kształtu. Na tle innych orzęsków Coleps wyróżnia się swym pancerzem, utworzonym z małych, odrębnych kawałków – przez to powierzchnia komórki wydaje się być pokryta rowkami, które z kolei wydzielają małe, prostokątne obszary. Takie płytki utworzone są z soli, amorficznego węglanu wapnia (CaCO3). Ciałko ma także tylne kolce. Zagłębienie okołogębowe położone wierzchołkowo, okrągłe. Stwierdza się jedną lub więcej tylnych rzęsek, mogą zostać niedostrzeżone. Makronukleus owalny. Wodniczka tętniąca u tyłu. Koniec komórki zaokrąglony lub lekko spłaszczony. Swym wyglądem orzęsek ten przypomina rodzaj Plagiopogon, jednak ten nie posiada tylnych kolców oraz pancerza.
U C. spetai stwierdzono 11 mitochondrialnych haplotypów, zaś u C. hirtus – 9.
Przedstawiciele rodzaju występują w ekosystemach słodkowodnych, brachicznych, jak i morskich; są to orzęski planktoniczne, jedne z najliczniejszych. Stwierdzono mutualistyczne oddziaływania pomiędzy niektórymi z nich, a glonami, najczęściej Micractinium conductrix (alga ta to endosymbiont). Są to heterotroficzni wszystkożercy lub obserwuje się u nich miksotrofizm (ze względu na występowanie pomiędzy nimi a glonami endosymbiozy). W jednym z badań C. hirtus był w stanie żerować na bakteriach przy ich bardzo niskim zagęszczeniu. Zaobserwowano również pożywianie się małymi orzęskami i wiciowcami; niektórzy autorzy uznają C. hirtus za mięsożercę, inni za padlinożercę.
Historia tego terminu biologicznego sięga czasu, kiedy Christian Ludwig Nitzsch w trakcie rewizji taksonomicznych w 1817 roku użył nazwy Coleps hirtus w odniesieniu do Cercaria hirta, terminu wprowadzonego z kolei do nomenklatury biologicznej przez Otto Friedricha Müller'a. C. hirtus to gatunek typowy rodzaju. Barwa C. viridis, taksonu opisanego przez Christiana Gottfried'a Ehrenberg'a w 1830 roku, wydaje się być wynikiem występowania zoochlorelli wewnątrz komórki; gatunek uznany przez część za synonimiczny wobec C. elongatus. Dawniej rodzaj skupiał więcej gatunków, ale obecnie rozpoznaje się w jego obrębie 5. Poniżej zaprezentowano podział systematyczny rodzaju:
- Coleps amphacanthus Ehrenberg, 1833
- Coleps hirtus Nitzsch, 1817
- Coleps elongatus Ehrenberg, 1831
- Coleps viridis Ehrenberg, 1831
- Coleps spetai Foissner, 1984